# Ziemianek
Ziemianek – część wsi Smolniki w Polsce położona w województwie pomorskim, w powiecie starogardzkim, w gminie Lubichowo, na północnowschodnim skraju obszaru Borów Tucholskich, nad zachodnim brzegiem jeziora Ziemianek. Ziemianek wchodzi w skład sołectwa Smolniki.
W latach 1975–1998 Ziemianek należał administracyjnie do województwa gdańskiego.